# Rachid Ali Yahia
 (février 2011).
Si vous disposez d'ouvrages ou d'articles de référence ou si vous connaissez des sites web de qualité traitant du thème abordé ici, merci de compléter l'article en donnant les références utiles à sa vérifiabilité et en les liant à la section « Notes et références ».
Rachid Ali Yahia, de son vrai nom Mohand Sid-Ali Yahia, né le 29 janvier 1928 à Bordj Menaïel, en Algérie, et plus précisément dans la région de la Basse Kabylie, est un homme politique et militant de la cause berbère algérien.

## Études et débuts
Après des études primaires à Ain El Hammam et des études secondaires au Lycée de Ben Aknoun, et au Grand Lycée d’Alger, Rachid Ali Yahia s’inscrit à la faculté de droit de Dijon en France. Mais, à cause de la grève décidée en France en 1956, il ne peut se présenter à la dernière année de licence. Après avoir terminé ses études, il s’inscrit au Barreau National d’Alger, puis il ne tarde pas pour rentrer difficilement au Barreau de Paris, où il a été le premier avocat algérien admis tout en se réclamant de la nationalité algérienne.

## Guerre de libération
Rachid Ali-Yahia a milité au sein du Parti du Peuple Algérien, et au contact d’Ali Laïmèche et de Si Ouali Bennaï, tous deux responsables du PPA en Kabylie, ses convictions pro-arabes déjà amoindries se sont effondrées au profit de convictions pro-berbères.
Pendant la Guerre d'Algérie, Rachid Ali Yahia a su maintenir et propager ses convictions berbères tout en joignant sa lutte à celle du FLN, Front de Libération Nationale.

## Après l’indépendance
Après l’indépendance de l’Algérie, Rachid Ali Yahia se montre hostile au projet d'insurrection armée de Kabylie, et durant cette période, il est ouvertement opposé à la politique d'arabisation engagée. 
En 1976, Rachid Ali Yahia créé le Front Uni de l'Algérie Algérienne (FUAA), dont les fondements sont résumés dans le manifeste de l'Algérie Algérienne, suivi d'autres documents sortis de sa main[Lesquels ?]. Les principaux acteurs étaient Arezki Abboute et Mohammed Nait Abdellah.
En 2002, il crée, pressé par différents horizons politiques et culturels, le Rassemblement pour une Algérie Algérienne Fédérale (RAAF) en remplacement du FUAA qui a connu sur le tard, du fait des circonstances, un certain assouplissement[évasif].
Le 27 novembre 2010, Rachid Ali Yahia rentre en Algérie.